# ۱۰۹ (عدد)
۱۰۹ (عدد)

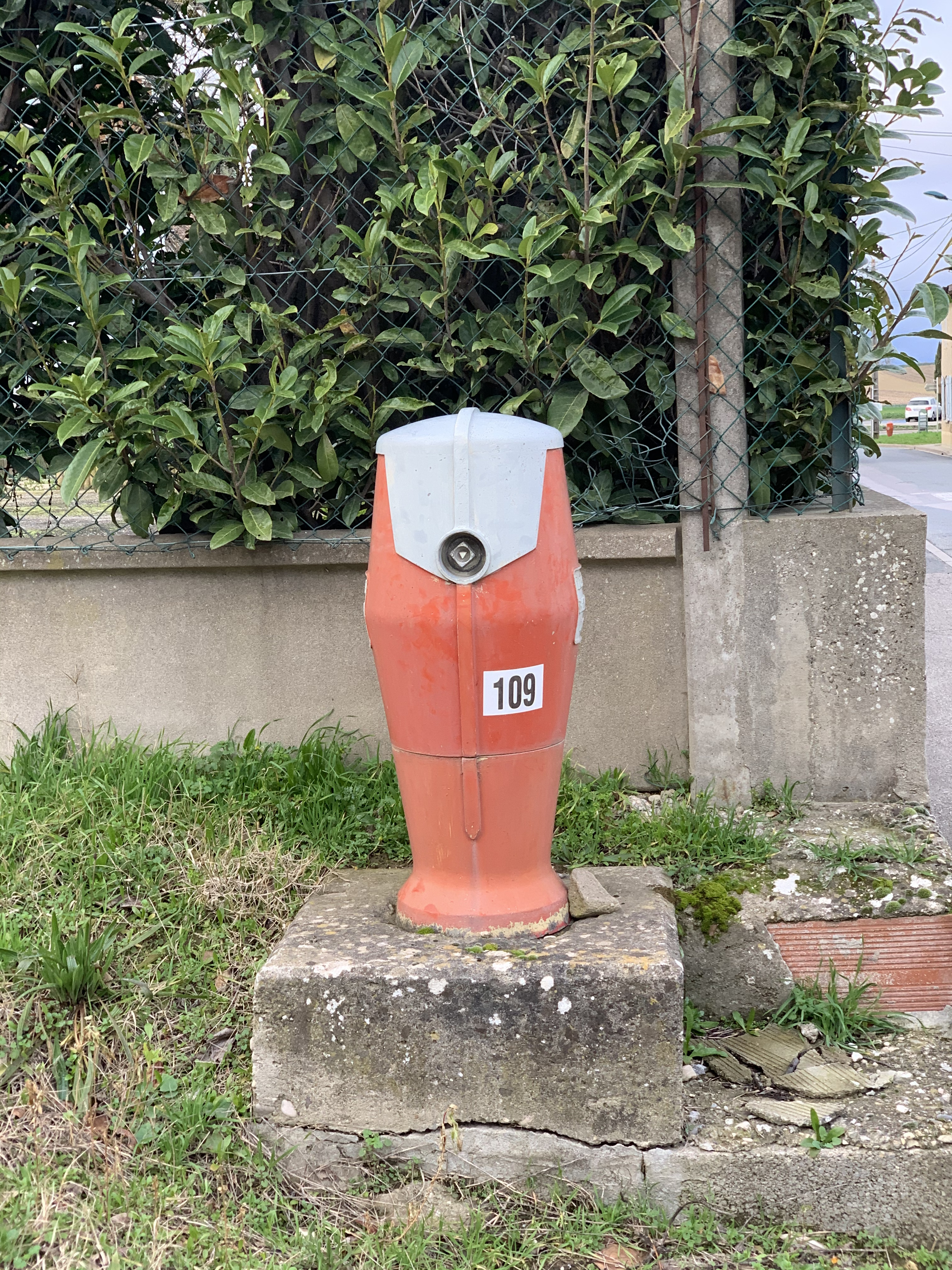
عدد 109 در کنار درب صندوق پست

۱۰۹(صد و نه) یک عدد طبیعی است که بعد از ۱۰۸ و قبل از ۱۱۰ قرار دارد. این عدد جزو  اعداد اول به شمار می آید . 